# Aek Manggis
Aek Manggis is een bestuurslaag in het regentschap Mandailing Natal van de provincie Noord-Sumatra, Indonesië. Aek Manggis telt 495 inwoners (volkstelling 2010).